# Бокінка-Панська
Бокінка-Панська, або просто Бокинка (пол. Bokinka Pańska) — село в Польщі, у гміні Тучна Більського повіту Люблінського воєводства. Населення — 172 особи (2011).

## Історія
За даними етнографічної експедиції 1869—1870 років під керівництвом Павла Чубинського, у селі переважно проживали греко-католики, які розмовляли українською мовою.
1886 року в селі зведено православну церкву.
У міжвоєнні 1918—1939 роки польська влада в рамках великої акції руйнування українських храмів на Холмщині і Підляшші знищила місцеву православну церкву.
За німецьким переписом 1940 року, у селі проживало 400 осіб, з них 94 українців, 289 поляків, 15 білорусів і 2 «русини». Як звітував командир сотні УПА Іван Романечко («Ярий») у лютому 1946 року, значну частину населення («ціла Бокинка Панська») становили «калакути» («перекидчики») — українці, які прийняли римо-католицтво й вважали себе поляками.
У 1975—1998 роках село належало до Білопідляського воєводства.

## Населення
Демографічна структура станом на 31 березня 2011 року:
|          | Загалом | Допрацездатний вік | Працездатний вік | Постпрацездатний вік |
| -------- | ------- | ------------------ | ---------------- | -------------------- |
| Чоловіки | 79      | 13                 | 45               | 21                   |
| Жінки    | 93      | 17                 | 38               | 38                   |
| Разом    | 172     | 30                 | 83               | 59                   |